# ريتشارد ماسون
ريتشارد ماسون (بالإنجليزية: Richard Mason)‏ هو منتج أفلام أسترالي، ولد في 1926، وتوفي في نوفمبر 2002.

## روابط خارجية
- ريتشارد ماسون على موقع IMDb (الإنجليزية)